# Алиса в Зазеркалье (фильм, 2016)
«Али́са в Зазерка́лье» (англ. Alice Through the Looking Glass) — американский фэнтезийно-приключенческий фильм режиссёра Джеймса Бобина, сценаристки Линды Вулвертон и продюсера Тима Бёртона, снятый по мотивам одноимённой сказки Льюиса Кэрролла. Продолжение ленты «Алиса в Стране чудес».
Главные роли исполнили Миа Васиковска, Джонни Депп, Хелена Бонэм Картер, Энн Хэтэуэй и Саша Барон Коэн. Премьера фильма в США состоялась 27 мая 2016 года. Фильм посвящён памяти Алана Рикмана, для которого озвучивание бабочки Абсолема стало последним появлением в кино.

## Сюжет
Бушующий шторм. Корабль «Чудо», капитаншей которого является Алиса Кингсли, уплывает от пиратов. Обманным путём Алиса вынуждает вражеские суда сесть на мель и приказывает держать курс на Лондон. После прибытия домой она узнаёт от клерка Джеймса Харкорта о смерти лорда Эскота — отца Хэмиша, который задолго до этого хотел жениться на Алисе.
В тот же вечер они приезжают к ним на бал, и Алиса узнает, что её мать Хелен продала 10% компании своего умершего мужа Чарльза с купчей на дом. Алиса упрекает свою мать в её безрассудном поступке и говорит о том, что всегда хотела путешествовать на своём собственном корабле. Она убегает в дом, где встречает своего старого друга — бывшую гусеницу, а ныне бабочку Абсолема. Алиса проходит через зеркало и попадает в Страну чудес.
Она падает с неба и оказывается у замка Белой Королевы и своих друзей, которые, как оказалось, ждали её появления. Они рассказывают ей о том, что Шляпник, гуляя в чащобе Тумтум, нашёл свою первую бумажную шляпу, которую он когда-то подарил своему отцу, Занику Цилиндру, и все эти годы думал, что тот выкинул её. Теперь Таррант Цилиндр отчаянно думает о том, что его родные до сих пор живы, и хочет найти их.
Алиса направляется к нему и говорит, что его семья мертва и вернуть её невозможно. Но Шляпник прогоняет её и говорит, что настоящая Алиса поверила бы ему. Белая Королева и Белый кролик упоминают о некой Хроносфере и о путешествиях в прошлое. Мирана утверждает, что семью Шляпника можно было бы спасти от гибели. Через старинные часы Алиса проходит в другой мир и оказывается в замке Времени. Попадая внутрь, она замечает странных маленьких существ, а потом и самого хозяина.
Время не только пристально следит за всеми жителями страны, но и решает, у кого истекает свой срок жизни. Он вешает закрытые часы, изображающие время жизни каждого жителя, в зал «Покойных граждан Подземья». Время замечает Алису и спрашивает, что ей нужно. Алиса просит Хроносферу спасти Шляпника, но получает отказ. Также Хроносфера нужна и Красной Королеве, которая хочет отомстить своей младшей сестре. Уходя из замка Алиса похищает Хроносферу, а Ирацибета говорит, чтобы Время догнал её и отобрал Хроносферу обратно.
Путешествуя по Океану Времени, Алиса попадает в день коронации сестёр Мрамореальских, где замечает молодого Шляпника. На церемонии он заставляет весь зал смеяться из-за Ирацибеты и её большой головы, а она говорит, что все они поплатятся за это. Отец лишает её права вступить на трон после его смерти. Заник Цилиндр говорит своему сыну, что он всегда заставляет его стыдиться, и Таррант уходит. Алиса хочет остановить его, предостерегая тем, что он (то есть Таррант) потеряет близких, ничего не сделав для их спасения, но Шляпник всё равно уходит.
В замке Мирана извиняется перед семьёй Шляпника и упоминает тот день, когда в 6 часов вечера Ирацибета ударилась об часы, и с тех пор между сёстрами происходят ссоры. Алиса отправляется в тот день, чтобы предотвратить удар Ирацибеты. Она встречает маленького Шляпника, и он приглашает её домой, чтобы сделать ей шляпу. Бумажная шляпа, которую сделал Таррант, не понравилась его отцу, и он выкинул её. Алиса же спешит к тому месту, где должна появиться Ирацибета.
Между тем в замке Мирана забирает остатки пирога, несмотря на запрет матери, и бежит в комнату, чтобы доесть его. Несколько крошек падают на пол, и она заметает их под кровать своей сестры. Устраиваются разборки, и Мирана полностью отрицает свою вину, а Ирацибета получает наказание и убегает из дома. Алиса пытается предостеречь её от рокового удара, но Ирацибета всё равно поскальзывается и падает, ударяясь головой об памятник, в результате чего её голова вздувается.
Время пытается узнать у Шляпника, Сони и Мартовского Зайца местонахождение Алисы, но они лишь подшучивают над ним, и он зацикливает им время на моменте «минута до времени пить чай». Время находит Алису и хочет забрать Хроносферу, но она проходит сквозь зеркало и попадает в психиатрическую больницу, где её мать говорит, что сделала это лишь во благо. Алиса сбегает и попадает в Ужастрашный день, где и понимает, что семья Шляпника всё-таки жива. Просто Ирацибета забрала их в плен.
Алиса возвращается в день прибытия в Страну чудес, но застаёт Шляпника практически мёртвым и говорит ему, что его родные живы и их можно найти. Шляпник возвращается к жизни и вместе с Алисой отправляется к Красной Королеве, чтобы найти свою семью. Герои выясняют, что те находятся в террариуме для муравьёв в уменьшенном размере. Ирацибета отбирает Хроносферу у Алисы, арестовывая перед этим самого Время, и забирает с собой Мирану с намерением отправиться в тот день, когда её сестра не смогла сказать правду, хотя Время и говорит, что ей нельзя встретиться со своим прототипом в детстве, потому что всё разрушится.
Однако даже в прошлом взрослая Мирана не может сказать правду, и Ирацибета врывается в комнату, где встречается со своим прототипом. Всё начинает застывать. Шляпник и Алиса забирают Белую Королеву и путешествуют по Океану Времени, перемещаясь в настоящее, и отправляются в замок Времени. Всё вокруг начинает застывать, и Время старается помочь Алисе успеть доставить Хроносферу обратно, но она тоже успевает застыть. Контакт между Хроносферой и гнездом восстанавливается, и всё возвращается на круги своя. Мирана извиняется перед Ирацибетой, и они наконец мирятся.
Алиса просит прощения у Времени и отдаёт ему часы своего отца, которые уже давно не ходят, но которые она хранила, как память. Семья Шляпника возвращается в прежнее состояние, и Заник Цилиндр извиняется перед Таррантом за свои слова. Алиса уходит из Страны чудес, но Шляпник говорит ей, что они ещё не раз увидятся. После возвращения в дом Эскотов она просит миссис Кингсли подписать бумаги, говоря, что корабль — это мечта, а мать у неё одна.
Хэмиш Эскот издевается над ними, на что Хелен говорит, что рада, что её дочь не вышла за него замуж, и рвёт контракт, заявляя, что теперь они с Алисой будут жить, как захотят. Алиса открывает компанию «Кингсли и Кингсли» и продолжает свои путешествия по морю вместе с матерью.

## В ролях

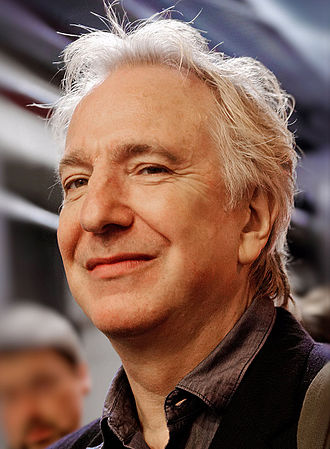
Этот фильм знаменует собой последнее киновыступление актёра Алана Рикмана, умершего за четыре месяца до выхода фильма.

| Актёр               | Роль                                        |
| ------------------- | ------------------------------------------- |
| Миа Васиковска      | Алиса Кингсли                               |
| Джонни Депп         | Таррант Цилиндр, Безумный Шляпник           |
| Луи Эшборн Сёркис   | Таррант Цилиндр в детстве                   |
| Хелена Бонэм Картер | Ирацибета фон Кримс, Красная Королева       |
| Лейла де Меса       | Ирацибета в детстве                         |
| Энн Хэтэуэй         | Мирана фон Мрамореал, Белая Королева        |
| Амелия Крауч        | Мирана в детстве                            |
| Саша Барон Коэн     | Время                                       |
| Мэтт Лукас          | Траляля и Труляля                           |
| Алан Рикман         | Абсолем, Бабочка (голос)                    |
| Стивен Фрай         | Чеширский кот (голос)                       |
| Тимоти Сполл        | Баярд Хаммар (голос)                        |
| Кайл Эйбер          | Баярд в детстве (голос)                     |
| Майкл Шин           | Нивенс МакТвисп, Белый Кролик (голос)       |
| Пол Уайтхаус        | Тэкери Ирвикет, Мартовский Заяц             |
| Барбара Виндзор     | Мальянкин, мышь Соня (голос)                |
| Линдси Дункан       | Хелен Кингсли, мать Алисы                   |
| Лео Билл            | лорд Хэмиш Эскот                            |
| Джеральдин Джеймс   | леди Эскот, вдова лорда Эскота, мать Хэмиша |
| Эдвард Спелирс      | Джеймс Харкорт, наёмный работник Эскотов    |
| Рис Иванс           | Заник Цилиндр, отец Безумного Шляпника      |
| Ричард Армитидж     | король Олерон, отец Ирацибеты и Мираны      |
| Хэтти Морахан       | королева Элсмира, мать Ирацибеты и Мираны   |
| Эндрю Скотт         | доктор Эддисон Беннетт, психиатр            |
| Уолли Уингерт       | Шалтай-Болтай                               |
| Мэтт Фогель         | Уилкинс, дворецкий Времени                  |

## Производство

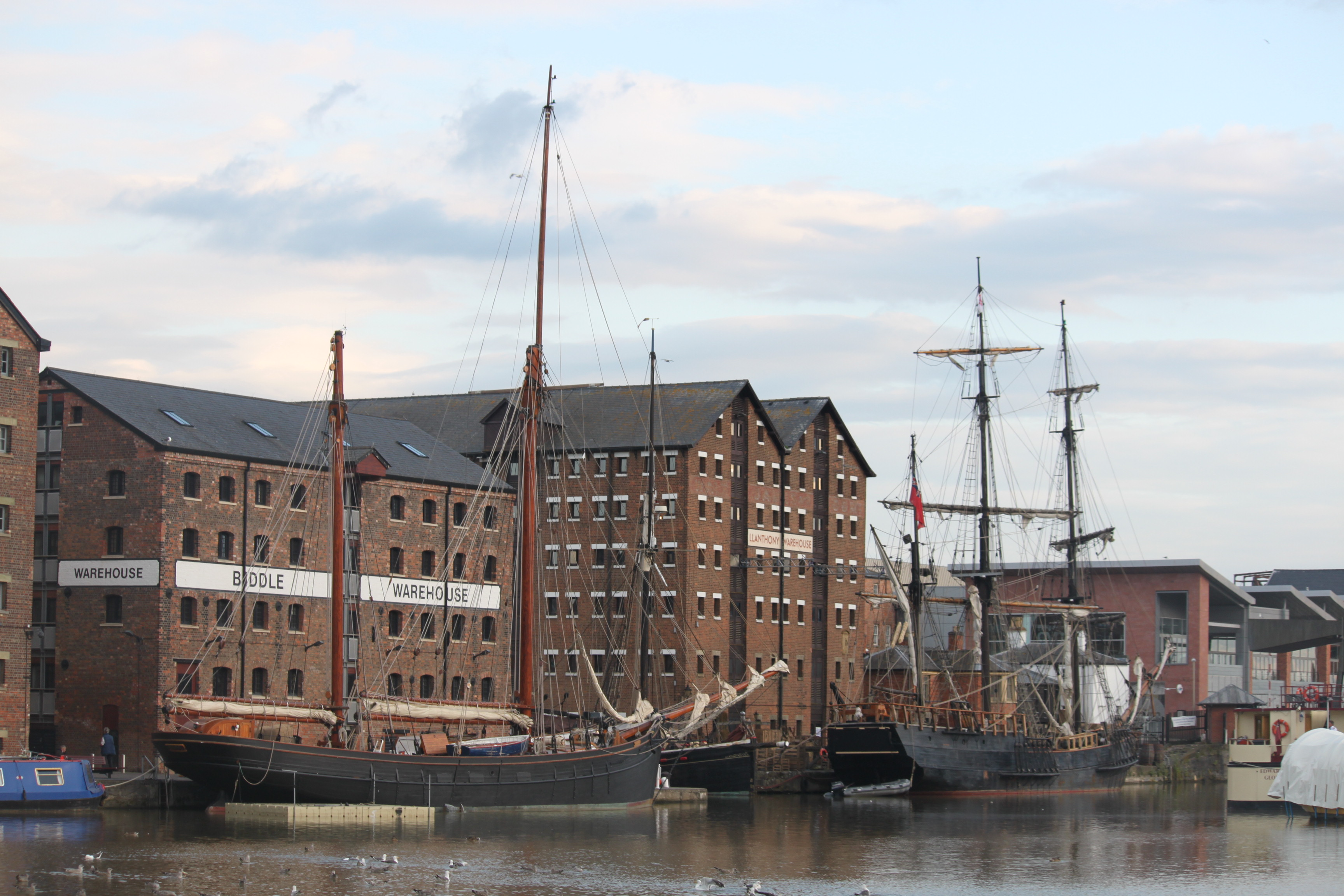
Во время съёмок фильма были использованы корабли из доков Глостера (август 2014 года)

7 декабря 2012 года в газете «Variety» появилась информация о разработке сиквела фильма «Алиса в Стране чудес», и сценаристкой продолжения выступила Линда Вулвертон. 31 мая следующего года студия «Disney» направила предложение Джеймсу Бобину стать режиссёром фильма «Alice in Wonderland: Into the Looking Glass» (рабочее название).
В июле 2013 года было объявлено, что Джонни Депп продолжит роль Шляпника. В ноябре того же года появилась информация, что Миа Васиковска подписала контракт на роль Алисы.
22 ноября было объявлено, что сиквел будет выпущен 27 мая 2016 года и что режиссёром будет Джеймс Бобин. 21 января 2014 года фильм был переименован в «Alice in Wonderland: Through the Looking Glass». 21 января 2014 года Саша Барон Коэн присоединился к актёрскому составу фильма. Он сыграет одного из главных антагонистов — Время. В марте 2014 года было подтверждено, что Хелена Бонэм Картер продолжит роль Красной Королевы. В мае 2014 года Рис Иванс пополнил ряды актёров фильма. Он сыграет отца Безумного Шляпника.

### Съёмки
Основные съёмки стартовали 4 августа 2014 года на студии Shepperton Studios.
В августе того же года съёмки проходили в доках города Глостер — в результате были использованы 4 исторических судна: «Kathleen and May», «Irene», «Excelsior» и «Earl of Pembroke». Последний был переименован в «The Wonder» специально для фильма. Основные съёмки завершились 31 октября 2014 года. Производство над спецэффектами и оформлением фильма было завершено 26 января 2015 года.

### Релиз
Премьера картины состоялась 10 мая 2016 года в Лондоне; 27 мая фильм вышел в кинотеатральный прокат в США. Выпуск картины на DVD, Blu-ray и в цифровом формате состоялся 18 октября 2016 года (по линии дистрибьютора Walt Disney Studios Home Entertainment).

### Музыка
Саундтрек к фильму, написанный композитором Дэнни Эльфманом, был издан в день выхода картины в прокат (27 мая 2016 года) по линии лейбла Walt Disney Records.

#### Список композиций
Вся музыка написана написана Дэнни Эльфманом, за исключением песни «Just Like Fire».
| №                   | Название                  | Длительность |
| ------------------- | ------------------------- | ------------ |
| 1.                  | «Alice»                   | 6:35         |
| 2.                  | «Saving the Ship»         | 3:40         |
| 3.                  | «Watching Time»           | 5:10         |
| 4.                  | «Looking Glass»           | 3:30         |
| 5.                  | «To the Rescue»           | 0:56         |
| 6.                  | «Hatter House»            | 3:47         |
| 7.                  | «The Red Queen»           | 2:29         |
| 8.                  | «The Chronosphere»        | 4:15         |
| 9.                  | «Warning Hightopps»       | 2:23         |
| 10.                 | «Tea Time Forever»        | 1:45         |
| 11.                 | «Oceans of Time»          | 1:15         |
| 12.                 | «Hat Heartbreak»          | 2:27         |
| 13.                 | «Asylum Escape»           | 4:06         |
| 14.                 | «Hatter's Deathbed»       | 3:22         |
| 15.                 | «Finding the Family»      | 2:04         |
| 16.                 | «Time Is Up»              | 4:24         |
| 17.                 | «World's End»             | 1:50         |
| 18.                 | «Truth»                   | 4:09         |
| 19.                 | «Goodbye Alice»           | 2:13         |
| 20.                 | «Kingsleigh & Kingsleigh» | 1:19         |
| 21.                 | «Seconds Song»            | 0:11         |
| 22.                 | «Friends United»          | 1:06         |
| 23.                 | «Time's Castle»           | 1:49         |
| 24.                 | «The Seconds»             | 1:55         |
| 25.                 | «Clock Shop»              | 0:50         |
| 26.                 | «They're Alive»           | 2:23         |
| 27.                 | «Story of Time»           | 3:03         |
| 28.                 | «Just Like Fire» (Пинк)   | 3:35         |
| Общая длительность: | Общая длительность:       | 76:53        |

## Критика
Фильм получил, в основном, негативные отзывы от кинокритиков. Агрегатор рецензии Rotten Tomatoes дал 28 % на основе 261 рецензии со средней оценкой 4,5 из 10. На Metacritic рейтинг составляет 34 балла из 100.
Стивен Холден из The New York Times написал в своем обзоре: «Какое все это имеет отношение к Льюису Кэрроллу? Почти никакого. В целом это просто предлог, на который можно повесить две банальные басни и одну забавную». Тай Берр из The Boston Globe дал фильму 1,5 из 4 звезд и назвал его «безвкусным, громким, самодовольным и вульгарным». Кайл Смит из New York Post дал фильму положительную рецензию, заявив: «Сценарий Линды Вулвертон не совсем изобилует блестящими идеями, но он достаточно хорошо работает как чистый холст, на котором команда по созданию спецэффектов сходит с ума».